# Pays d'Afrique, Caraïbes et Pacifique
Pour les articles homonymes, voir ACP.
Institutions
Les pays ACP forment un ensemble de pays regroupés au sein de l'Organisation des pays d'Afrique, des Caraïbes et du Pacifique (OEACP) afin de coordonner leur coopération avec la Communauté européenne (CE), devenue l'Union européenne (UE). L'ensemble de ces pays (sauf Cuba) sont signataires de la convention de Lomé de 1975, de l'accord de Cotonou de 2000 et de l'accord de Samoa de 2023.

## Histoire
Pour des raisons techniques, il est temporairement impossible d'afficher le graphique qui aurait dû être présenté ici.

Évolution du nombre de pays ACP.

### Création
Le Groupe des États d'Afrique, des Caraïbes et du Pacifique (ACP) est une organisation instituée par l'accord de Georgetown en 1975 ; aux membres initiaux se sont ajoutés d'autres États signataires de la convention de Lomé et de ses itérations (1975, 1979, 1984, 1990 et 1995) puis de l'accord de Cotonou et de ses itérations (2000, 2005, 2010 et 2015).
L'objectif initial était de coordonner la coopération de ses membres avec les États européens et de peser davantage dans les négociations des accords de coopération avec la Communauté européenne. En effet, dès la signature du traité instituant la Communauté économique européenne (traité de Rome de 1957), celui-ci réservait une place à la coopération avec les pays et territoires d'outre-mer (PTOM) dont certains étaient d'anciennes colonies des États membres de la CEE, récemment émancipées mais ayant préservé des liens privilégiés avec les États colonisateurs.

### Élargissement géographique et componentiel
Avec l'adhésion de nouveaux États membres de la CEE, le nombre de ces États s'est élargi rapidement (notamment avec les membres du Commonwealth) et le groupe rassemble 79 pays en 2020 : 48 pays d'Afrique subsaharienne, 16 des Caraïbes et 15 du Pacifique.
Avec le temps, le Groupe a élargi ses champs d'activités et les États membres coopèrent dans divers domaines : commerce, économie, politique, énergie, environnement, droits de l'Homme ou encore culture, et ce avec de nombreuses instances internationales dont l'Organisation mondiale du commerce (OMC), l'Organisation des Nations unies (ONU) ou les organisations régionales.

### Fonds européen de développement
Dans le cadre de l'aide au développement, plusieurs Fonds européen de développement (FED) ont été dirigés vers ces régions ; en 1963 et en 1969 furent signées par 18 États d'Afrique et les six de l'Europe, les 1re et 2e conventions de Yaoundé, soutenues respectivement par les ressources des 2e et 3e FED. Ces accords étaient principalement orientés vers la coopération financière, technique et commerciale, essentiellement dans les secteurs des infrastructures économiques et sociales mais ils ouvrirent la voie à une coopération durable qui s'est progressivement institutionnalisée et développée.

## Objectifs
Les objectifs principaux du Groupe ACP sont :
- le développement durable et leur intégration progressive dans l'économie mondiale, ce qui implique en priorité la lutte contre la pauvreté et pour l'« établissement d'un nouvel ordre mondial plus juste et plus équitable » ;
- la coordination des activités du Groupe ACP dans le cadre de la mise en œuvre des Accords de partenariat ACP-CE (puis ACP-UE) ;
- la consolidation de l'unité et de la solidarité entre les États ACP, ainsi que la compréhension entre les peuples ;
- l'installation et la consolidation de la paix et la stabilité, dans un environnement de démocratie et de liberté.

## États ACP

Pays ACP.

### Afrique
- Afrique du Sud
- Angola
- Bénin
- Botswana
- Burkina Faso
- Burundi
- Cameroun
- Cap-Vert
- République centrafricaine
- Tchad
- Comores
- République du Congo
- République démocratique du Congo
- Côte d'Ivoire
- Djibouti
- Érythrée
- Eswatini
- Éthiopie
- Guinée équatoriale
- Gabon
- Gambie
- Ghana
- Guinée
- Guinée-Bissau
- Kenya
- Lesotho
- Liberia
- Madagascar
- Malawi
- Mali
- Mauritanie
- Maurice
- Mozambique
- Namibie
- Niger
- Nigeria
- Rwanda
- Sao Tomé-et-Principe
- Sénégal
- Seychelles
- Sierra Leone
- Somalie
- Soudan
- Tanzanie
- Togo
- Ouganda
- Zambie
- Zimbabwe

### Caraïbes
- Antigua-et-Barbuda
- Bahamas
- Barbade
- Belize
- Cuba
- Dominique
- République dominicaine
- Grenade
- Guyana
- Haïti
- Jamaïque
- Saint-Christophe-et-Niévès
- Sainte-Lucie
- Saint-Vincent-et-les-Grenadines
- Suriname
- Trinité-et-Tobago

### Pacifique
- Îles Cook
- Timor oriental
- Fidji
- Kiribati
- Îles Marshall
- États fédérés de Micronésie
- Nauru
- Niue
- Palaos
- Papouasie-Nouvelle-Guinée
- Samoa
- Îles Salomon
- Tonga
- Tuvalu
- Vanuatu

## Compléments